# Torre Ejecutiva

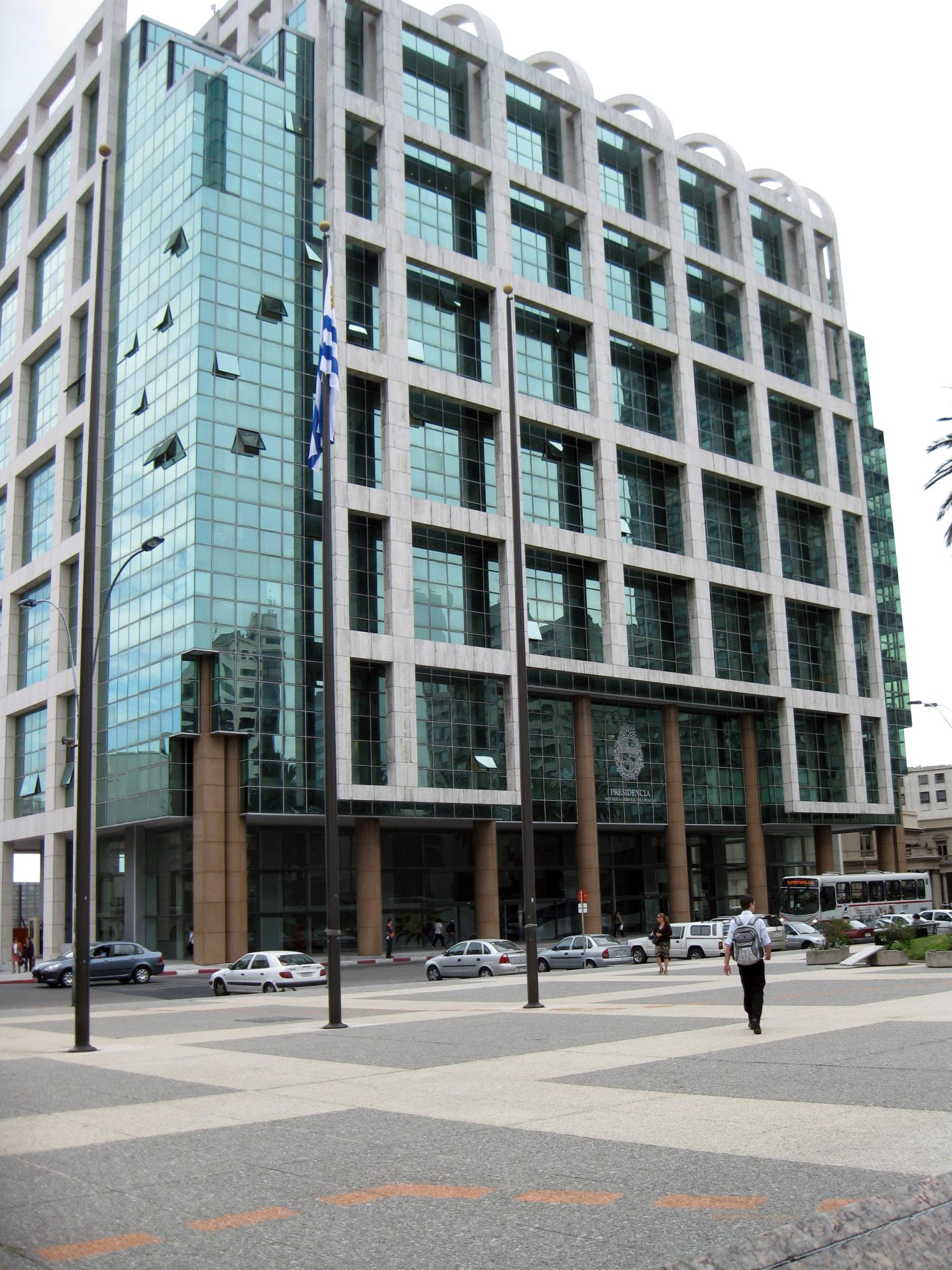
Torre Ejecutiva na Praça da Independência, em Montevidéu.

A Torre Ejecutiva (em português Torre Executiva) é o edifício de Montevidéu em que funciona a sede da presidência do Uruguai.
A Torre localiza-se na histórica Plaza Independencia, no centro da cidade. Sua construção iniciou-se em 1963, mas as obras foram muito lentas. Originalmente o edifício seria utilizado pelo poder judicial uruguaio, mas o governo do Frente Amplio de Tabaré Vázquez adquiriu o edifício para o poder executivo em 2006. As obras da Torre foram reiniciadas e a inauguração ocorreu em 2009.
O edifício tem 56 metros de altura e 12 andares, sendo a maior parte da área ocupada pela Presidência da República. O despacho do presidente ocupa o 11o andar.